# (19291) Karelzeman
(19291) Karelzeman est un astéroïde de la ceinture principale.

## Description
(19291) Karelzeman est un astéroïde de la ceinture principale. Il fut découvert le 6 juin 1996 à l'Observatoire d'Ondřejov par Petr Pravec et Lenka Šarounová. Une observation de 1990 est considérée comme prédécouverte par le JPL.
Il présente une orbite caractérisée par un demi-grand axe de 3,17 UA, une excentricité de 0,14 et une inclinaison de 16,3° par rapport à l'écliptique.

## Compléments